# ハリー・マンフレディーニ
ハリー・マンフレディーニ（Harry Manfredini, 1943年8月25日 - ）は、アメリカ合衆国の作曲家、映画音楽作曲家。シカゴ出身。
『13日の金曜日シリーズ』をはじめ、ホラー映画の音楽を多く手がけている。

## 主なディスコグラフィー
- がんばれダウンタウンキッカーズ（英語版） Manny's Orphans（1978）
- Go!Go!タイガース（英語版） Here Come the Tigers（1978）
- 13日の金曜日 Friday the 13th（1980）
- チャイルド・ゾンビ The Children（1980）
- 13日の金曜日 PART2 Friday the 13th Part 2（1981）
- 怪人スワンプ・シング 影のヒーロー Swamp Thing（1982）
- 13日の金曜日 PART3 Friday the 13th Part 3（1982）
- スプリング・ブレイク（英語版） Spring Break（1983）
- 13日の金曜日 完結編 Friday the 13th: The Final Chapter（1984）
- サランドラ II The Hills Have Eyes Part II（1985）
- 新・13日の金曜日 Friday the 13th: A New Beginning（1985）
- ガバリン House（1986）
- 13日の金曜日 PART6/ジェイソンは生きていた! Friday the 13th Part VI: Jason Lives（1986）
- ブラッド・エイプリル・フール Slaughter High（1986）
- タイムトラぶラー（英語版） House II: The Second Story（1987）
- 13日の金曜日 PART7/新しい恐怖 Friday the 13th Part VII : The New Blood（1988）
- ザ・デプス DeepStar Six（1989）
- 新・宇宙戦争 War of the Worlds（1989–1990）テレビシリーズ
- デビルジャンク（英語版） The Horror Show（1989）
- 地獄のプリズナー/狙われた美人教師 Intimate Terror: Angel of Death（1990）
- エイセス/大空の誓い Aces: Iron Eagle III（1992）
- キックボクサー3 Kickboxer 3: The Art Of War（1992）
- ガバリン3 House IV（1992）
- 13日の金曜日/ジェイソンの命日 Jason Goes to Hell: The Final Friday（1993）
- 夢で逢えたら Amore!（1993）
- ウェス・クレイヴンズ ウィッシュマスター Wishmaster（1997）
- ダブル・クライム Hidden Agenda（1998）
- CODE:0000 コード:ゼロ The Omega Code（1999）
- ジェイソンX 13日の金曜日 Jason X（2002）
- クリープゾーン エイリアン・インベージョン Terminal Invasion（2002）
- ビッグ・トラブル Big Nothing（2006）
- オール・イン/エースの法則 All In（2006）
- アンナ・ニコル・スミス物語 The Anna Nicole Smith Story（2007）
- Friday the 13th: The Game Friday the 13th: The Game（2017）
- ドール・メーカー Rock Paper Dead（2017）